# Homalota
Homalota is een geslacht van kevers uit de familie van de kortschildkevers (Staphylinidae).
De wetenschappelijke naam van het geslacht is voor het eerst geldig gepubliceerd door Carl Gustaf Mannerheim in 1830.
De kevers hebben een slank, afgeplat lichaam met vrijwel evenwijdige zijden. Het hoofd is even breed of bijna even breed als het pronotum.
Het geslacht komt wereldwijd voor, behalve in Australië en Nieuw-Zeeland. Er zijn in het verleden meerdere honderden soorten tot dit geslacht gerekend; David Sharp beschreef in 1869 157 Britse soorten, en vermeldde andere auteurs die 230 Europese soorten en 412 wereldwijd hadden gecatalogeerd. Vele soorten zijn later naar andere geslachten verplaatst. Volgens Kim en Ahn omvatte het geslacht in 2014 72 geldig beschreven soorten wereldwijd.